# Václav Kopal
Divizní generál Václav Kopal (19. září 1882 Radkov  – 9. října 1935 Praha) byl český důstojník a československý legionář.

## Život
Narodil se na českomoravské vysočině ve vesničce Radkov Kateřině Kopalové, jméno otce matrika neuvádí. Po absolvování obecné školy navštěvoval Zemskou reálku v Telči, na níž v roce 1901 studia dokončil. V roce 1903 nastoupil jako jednoroční dobrovolník k pěšímu pluku č. 81 v Jihlavě a zde také absolvoval vojenské studium. Vojenskou službu ukončil v září 1904 jako velitel čety. V roce 1905 se rozhodl k dalšímu vzdělávání a začal studovat Vysokou školu technickou v Brně. Po třech letech brněnskou techniku opustil a přešel do Prahy na filozofickou fakultu Karlo-Ferdinandovy univerzity. Studium ukončil v roce 1912, ovšem bez složení předepsaných zkoušek. Následně se živil jako učitel a vychovatel v Brně.

### I. sv. válka
Po vypuknutí první světové války nastoupil v únoru 1915 k praporu polních myslivců č. 25, kde opět absolvoval školu jednoročních dobrovolníků a v červnu s praporem odešel na východní frontu jako velitel čety. Do ruského zajetí padl již koncem října v Haliči a následně si podal přihlášku ke vstupu do České družiny. Než byla jeho žádost vyřízena nastoupil v listopadu téhož roku do srbské armády. V Oděse absolvoval důstojnickou školu, kterou ukončil v březnu 1916, a byla mu udělena hodnost podporučíka. Stal se velitelem čety u 4. srbského dobrovolnického pluku, se kterým prodělal bojové nasazení v Dobrudži. V lednu 1917 přešel do čs. vojska a v únoru byl zařazen k 10. rotě 2. čs. střeleckého pluku, se kterou bojoval na řece Stochod. V červnu 1917 byl přímím účastníkem bitvy u Zborova, kde svým rozhodnutím přispěl ke zdárnému konci bojů a za projevenou odvahu obdržel Řád sv. Anny a Řád sv. Jiří. V srpnu téhož roku byl poslán ke vznikajícímu 4. čs. stř. pluku a v září byl povýšen na poručíka. Poté byl vybrán k přesunu k čs. vojsku do Francie, kam odjel koncem září s transportem kpt. Husáka. Ve Francii absolvoval od listopadu 1917 do března 1918 kurs pro velitele rot v Rougon a několik dní pobýval na frontě u 56. pěšího pluku. V květnu byl opět přeložen k 22. čs. střeleckému pluku a odjel s ním do válečného pásma v Ardenách. V srpnu byl povýšen do hodnosti kapitána a zároveň byl vybrán k přesunu do Itálie, kde bojoval na Doss Alto.

### V nové republice
Do vlasti se vrátil již koncem prosince 1918 a okamžitě byl poslán na Slovensko, kde se podílel např. na zajištění Rožňavy. V únoru 1919 byl povýšen na majora a stal se pobočníkem generálního inspektora čs. vojsk dr. J. Scheinera. Koncem července byl poslán ministrem obrany V. Klofáčem do Železné Rudy vyřešit nastalou vzpouru místní vojenské posádky, která byla zažehnána. V listopadu téhož roku se, již v hodnosti podplukovníka, vrátil do Ruska ve funkci velitele vojenské mise v rámci poselstva čs. vlády vedeném poslancem Františkem Krejčím. Zpět do vlasti se vrátil až s 34. transportem na lodi Huntsend, která z Vladivostoku vyplula 7. srpna 1920. V lednu 1921 se na vlastní žádost nechal demobilizovat, ale již v červenci se vrátil do činné služby jako zástupce přednosty 5. oddělení Hlavního štábu branné moci. V letech 1922-1924 byl poradcem ministra národní obrany F. Udržala a zároveň vystudovat velitelský kurs ve Versailles a následně v Milovicích. V březnu roku 1924 byl převelen do Písku, v roce 1929 do Českých Budějovic a v prosinci roku 1931 byl povýšen do hodnosti divizního generála. V letech 1931–1933 působil jako velitel Kursu pro vyšší velitele v Praze a od listopadu 1933 do dubna 1935 jako podnáčelník Hlavního štábu branné moci. V té době byl však již vážně nemocný, zřejmě v důsledku válečných útrap a i přes snahy lékařů zemřel ve středu 9. října 1935 v Praze.

## Vyznamenání
- Řád sv. Anny, III. třída s meči a mašlí, 1917 (Rusko)
- Řád sv. Jiří, IV. třída, 1917 (Rusko)
- Válečný kříž 1914-1918 , 1918 (Francie)
- Croce al Merito di Guerra [5], 1919 (Italské království)
- Československý válečný kříž 1914–1918, 1919
- Československá revoluční medaile, 1919
- Řád sokola, s meči, 1920
- Medaglia commemorativa della guerra italo-austriaca 1915-1918 [6], 1921 (Italské království)
- Československá medaile Vítězství, 1921
- Řád čestné legie , IV. třída – důstojník, 1922 (Francie)
- Spomenica rata 1914 – 1918 [7], 1923 (Království SHS)
- Medaille Commemorative de la Guerre de 1914-1918[8], 1924 (Francie)
- Crucea Comemorative a Razboiului 1916-1919 [9], 1926 (Rumunské království)
- Řád Hvězdy Karadjordevičů [10], IV. třída, 1926 (Srbské království)